# Ponce III de Tolosa
Ponce (II) Guillermo (991-1060) fue conde de Tolosa desde 1037. Era el hijo mayor y sucesor de Guillermo III Taillefer y Emma de Provenza. Así heredó el título de marchio Provincæ. Se sabe que tuvo muchos alodios y confiaba en las leyes romanas, sálica y gótica.
Alrededor del año 1030, poseía mucho poder en la zona de Albi. En 1037, entregó muchos castillos e iglesias alodiales, incluyendo la mitad de la de Porta Spina, en el Albigeois, Nimois, y Provenza como un regalo de bodas a su esposa.
En 1038, dividió la compra de la diócesis de Albi con la familia Trencavel. En 1040, donó propiedades en Diens a la Orden de Cluny. En 1047, aparece por vez primera como conde palatino en una carta donando Moissac a Cluny.
En 1022 Ponce se casó con su primera esposa, Majore (fallecida en 1044), quien pudo ser hija del rey Sancho Garcés III de Pamplona. Sólo tuvo un hijo con ella:
- Ponce el Joven, no heredó el condado ni la marca.

En 1045, se casó con Almodis de la Marca, anterior esposa de Hugo V de Lusignan, pero él también la repudió en 1053. Tuvieron hijos:
- Guillermo IV, conde de Saint-Gilles
- Raimundo IV, conde de Saint-Gilles,[3] sucedió a su hermano.
- Hugo, abad de Saint-Gilles.
- Almodís, casada con el conde de Melguelh.

Ponce murió en Tolosa y fue enterrado en San Saturnino, probablemente a finales del año 1060 o principios de 1061.